# Muzeum Łąki w Owczarach
Muzeum Łąki w Owczarach, česky lze neoficiálně přeložit jako Luční muzeum v Owczarech nebo Muzeum louky v Owczarech, je muzeum ve vesnici Owczary ve gmině Górzyca v okrese Słubice v Lubušském vojvodství v západním Polsku. Nachází se také na pravém břehu řeky Odry nedaleko německo-polské státní hranice v mezoregionu Lubuski Przełom Odry a historickém regionu Lubušsko.

## Historie a popis
Muzeum bylo založeno v roce 1998 společně s přírodovědeckým klubem Klub Przyrodników Owczary. Je to jediné polské muzeum tematicky přímo zaměřené na přírodu luk a travnatých ekosystémů Polska a celého světa. U muzea se nachází zahrádka (Ogródek Chwastów) s panelovými expozicemi expozicemi v krátké naučné stezce. V sousedství se nachází farma s chovem ovcí (vzácného plemene Wrzosówka), koz a polských koní plemene Konik. Vedle stanice se nacházejí chráněná území „Owczary I“ a „Owczary II“ specifická xerotermnímí trávníky a stepními druhy rostlin.

## Další informace
Vstup do muzea je zpoplatněn. Blízké louky lze prozkoumat prostřednictvím naučné stezky. V budově stanice se nachází také turistický přístřešek. Před budovou muzea začíná okružní naučná stezka Ścieżka Edukacyjna Na Murawy.

## Galerie

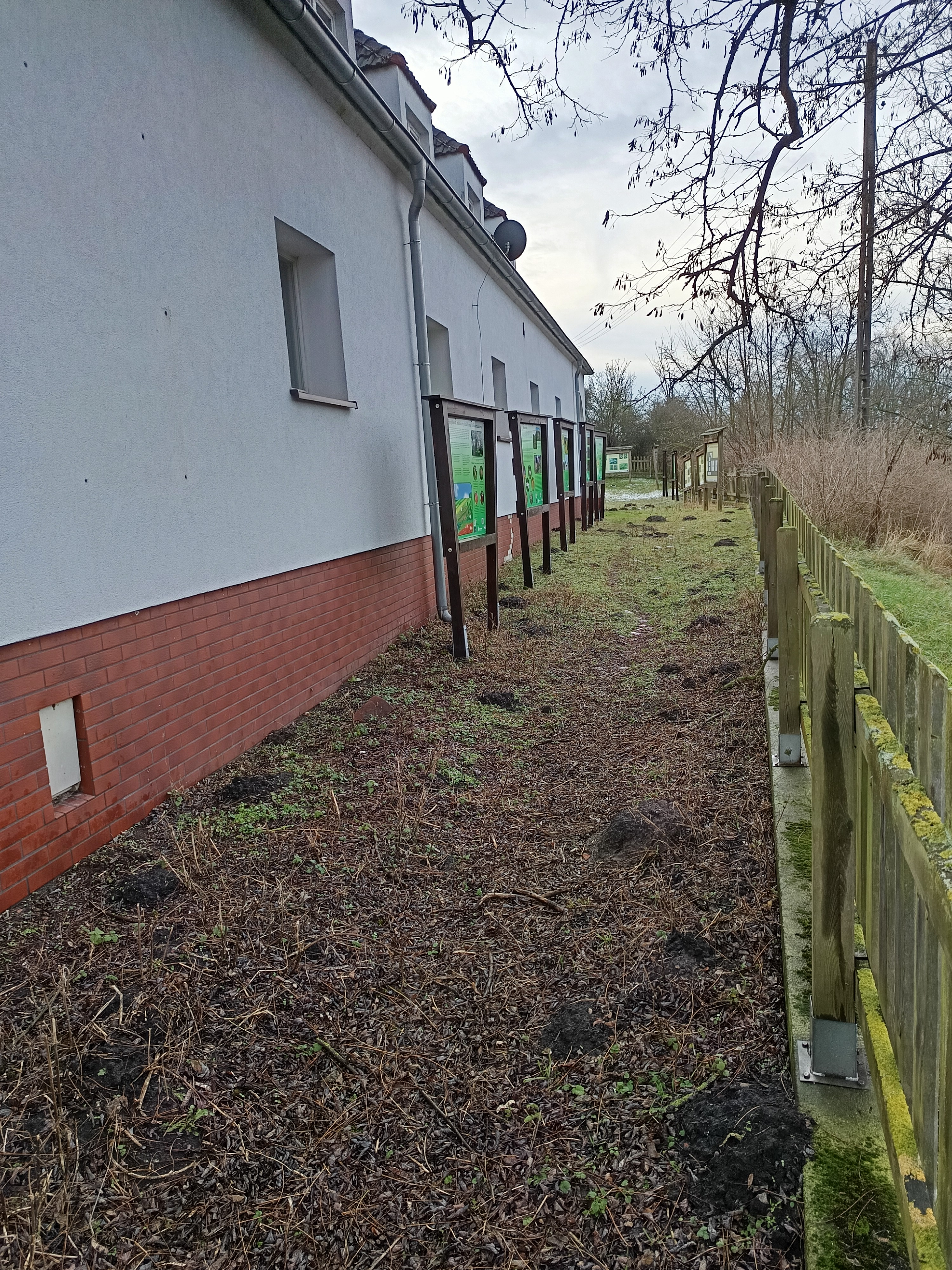
Zahrádka u muzea